# Turdus merula
El mirlo común o, más comúnmente, mirlo (Turdus merula) es una especie de ave paseriforme de la familia Turdidae.

## Generalidades
El mirlo se distribuye por Europa, Asia y norte de África, y fue introducido en Australia, Nueva Zelanda y América del Sur. Existen varias subespecies de mirlo en su amplia área de expansión, entre ellas algunas subespecies de Asia son consideradas por algunos autores como especies de pleno derecho. Según la latitud, el mirlo puede ser residente o migratorio parcial o totalmente.
El macho de la subespecie holotipo, la que está más extendida en Europa, es completamente negro, con el pico amarillo y un círculo también amarillo alrededor de los ojos y tiene un vasto repertorio de canto, mientras que las hembras adultas y los menores tienen un plumaje marrón. Esta especie anida en los bosques y jardines, construye un nido en forma de copa, con formas bien definidas, bordeado con barro. El mirlo es omnívoro y consume una amplia variedad de insectos, gusanos y frutas.
Machos y hembras tienen un comportamiento territorial en el lugar de anidación, cada uno con una agresividad diferente, son más gregarios cuando emigran o en las áreas de invernada. Las parejas permanecen en su territorio a lo largo del año en las regiones donde el clima es suficientemente templado. Existen muchas referencias literarias y culturales a esta especie, sobre todo relacionadas con su melodioso canto.

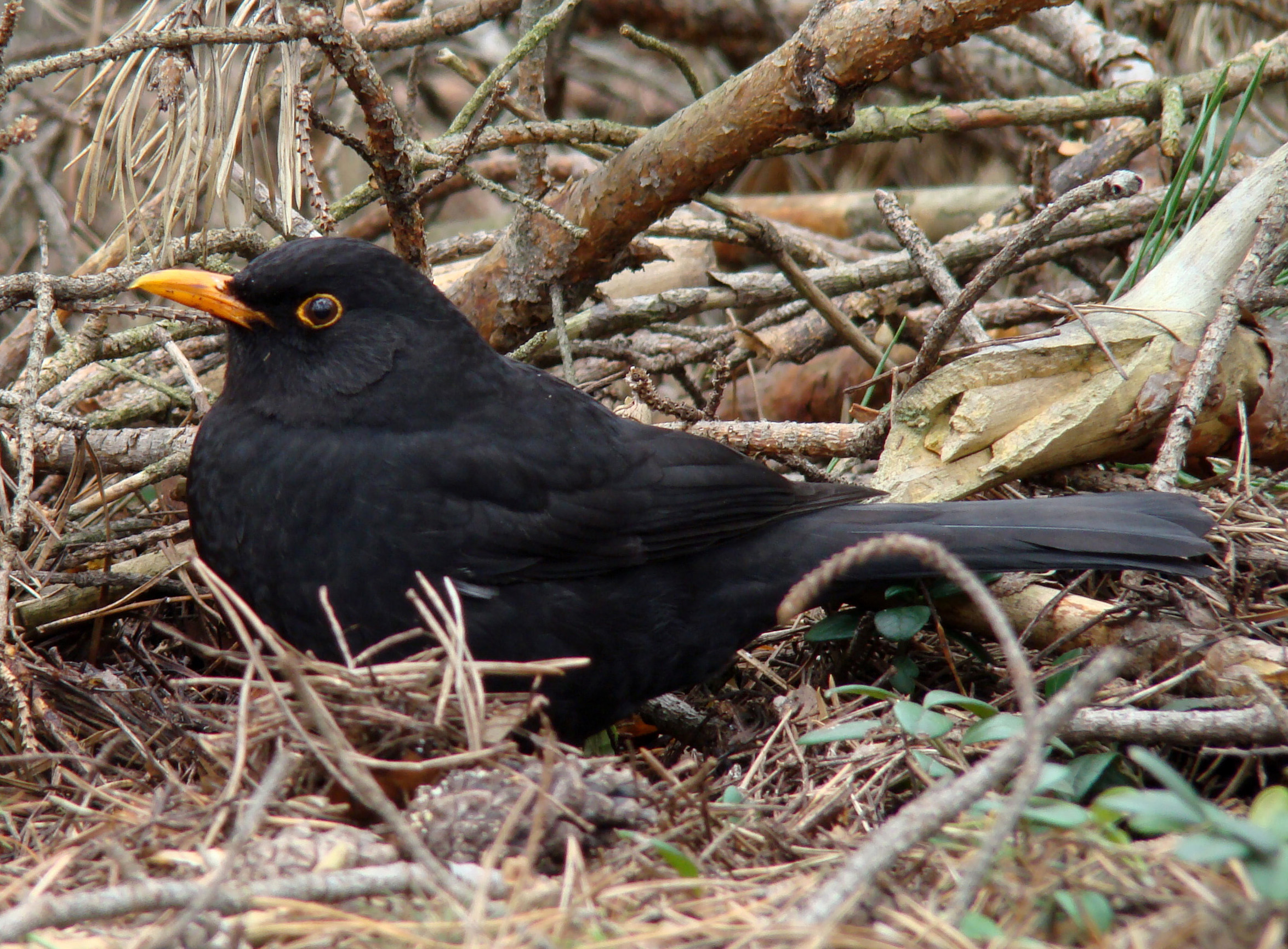
Macho.

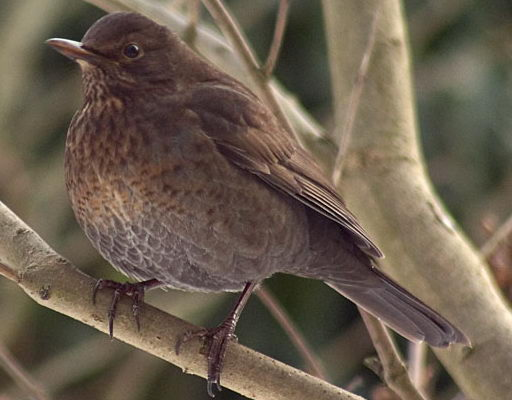
Hembra.

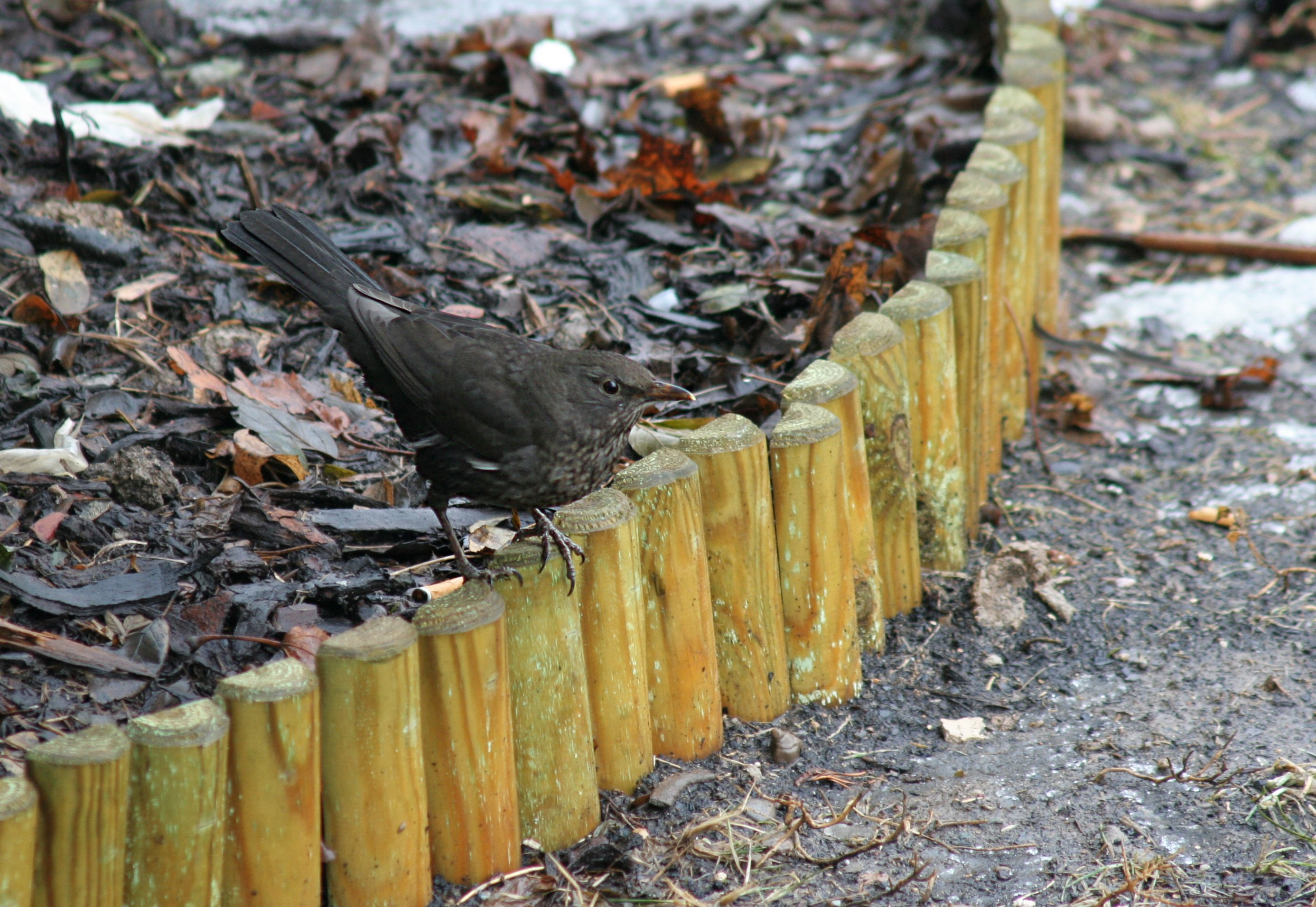
Macho joven después de la primera muda de otoño.

## Morfología

### Medidas
El mirlo de la subespecie tipo (Turdus merula merula) tiene una cola larga (95 a 110 mm para los machos y de 100 a 105 mm para las hembras), mide entre 23,5 y 29 cm de largo, con una envergadura de 34 a 38 cm, y pesa entre 80 y 125 gramos. Este peso varía en función del sexo y de las estaciones.
Los machos (118 a 135 mm con las alas plegadas, 28 a 33 mm de tarso y de 20 a 23 mm de pico) tendiendo a ser más grandes que las hembras (118 a 129 mm con el ala plegada, 28 a 29 mm de tarso y de 20 a 21 mm de pico).

### Aspecto del macho
El plumaje de los machos adultos es totalmente negro y contrasta fuertemente con el anillo ocular de color amarillo o amarillo-naranja y con un pico también amarillo. En invierno el círculo alrededor del ojo se vuelve más marrón y el pico ligeramente más oscuro. Las patas son marrón-negro.
Según las subespecies y la estación, el negro del plumaje es más o menos marrón intenso. Es muy brillante en la subespecie-tipo T. m. merula. En algunas subespecies de la India y Ceilán (Turdus simillimus), el plumaje del macho tiende a marrón o gris-azulado.

### Aspecto de la hembra
La hembra tiene un plumaje marrón, cuyos tonos varían de un individuo a otro, presentando zonas más oscuras. No tiene el pico ni el anillo orbital de color amarillo brillante del macho: su pico es marrón, a veces con una zona de color amarillo pálido, y su círculo ocular es de color marrón claro. Su garganta es más clara que el resto de su plumaje, pudiendo presentar un aspecto vagamente anaranjado. Sus patas son de color marrón oscuro.

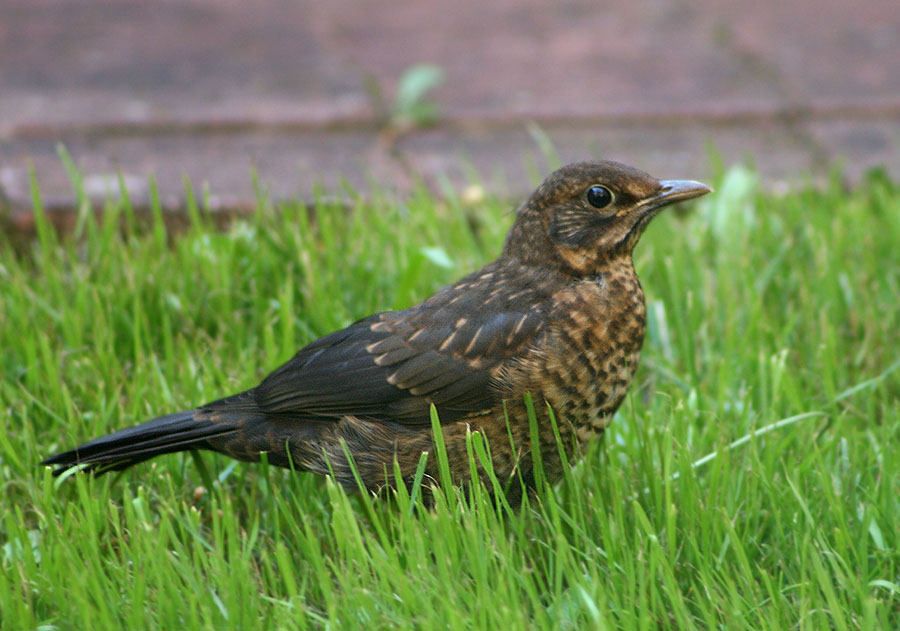
Juvenil.

### Aspecto de los jóvenes
Los juveniles tienen un plumaje marrón grisáceo similar al de las hembras, pero manchado de color beige en el pecho y en la parte inferior del cuerpo. Entre ellos también varían los tonos de marrón de un individuo a otro; los más oscuros se piensa que son machos. El plumaje juvenil dura hasta la primera muda, entre agosto y octubre. Los machos adquieren entonces el plumaje negro brillante, pero su pico es más oscuro y el anillo amarillo alrededor de los ojos es menos visible; las alas tienen aún un tono más marrón que el cuerpo. El pico de los jóvenes machos no alcanza su color amarillo y su cuerpo un color negro uniforme hasta después de un año completo.

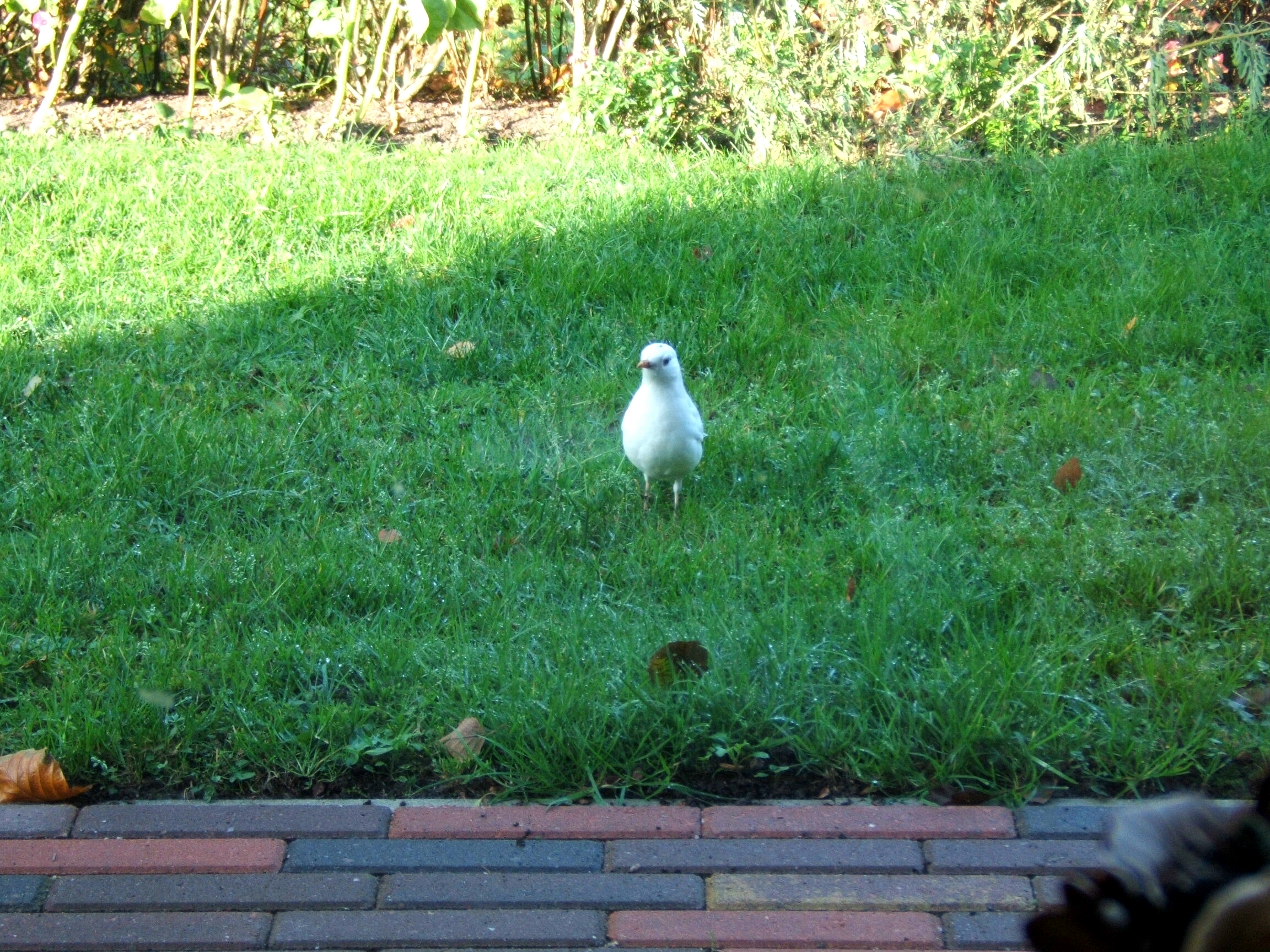
Mirlo albino, muy raro pero existe.

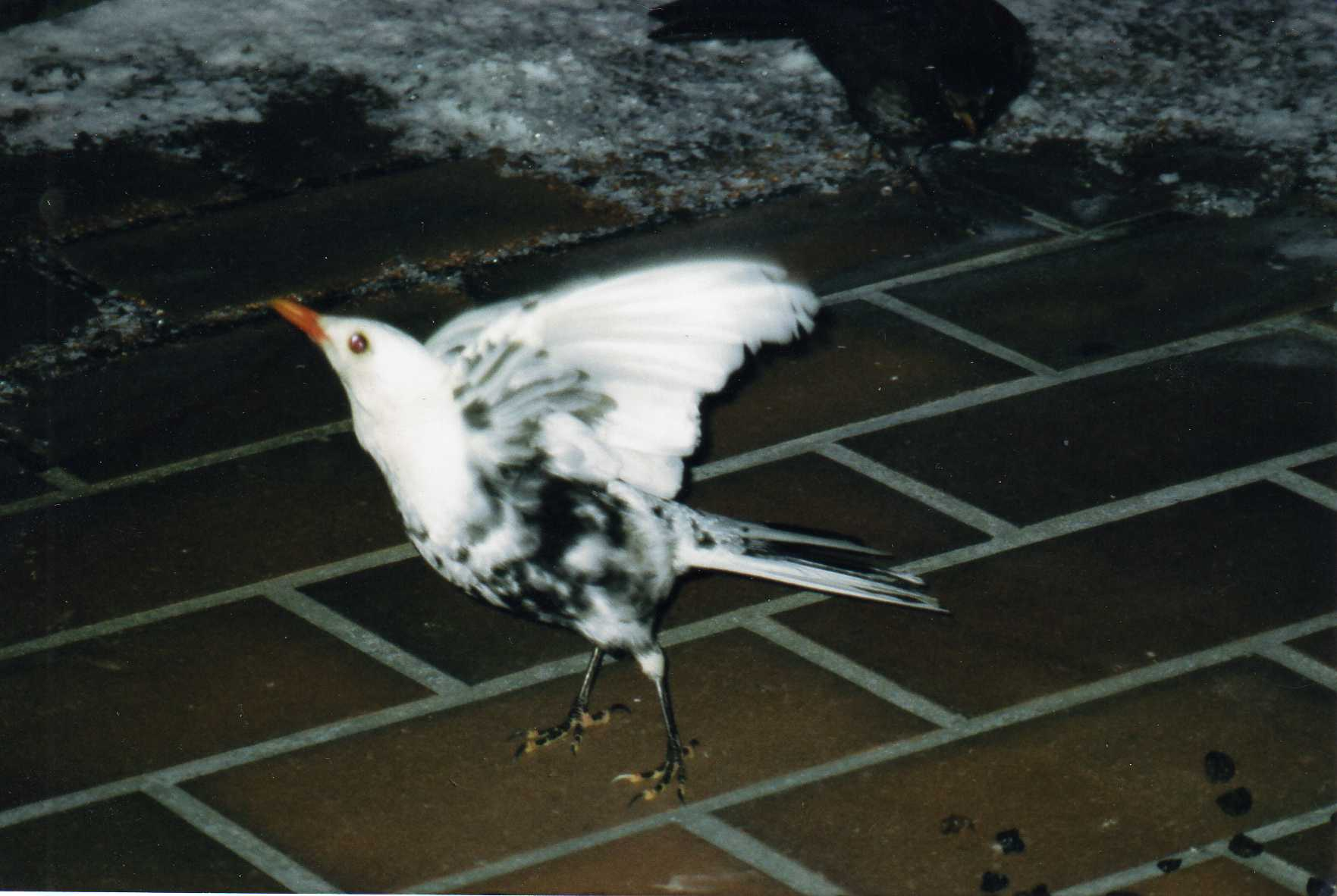
Leucismo.

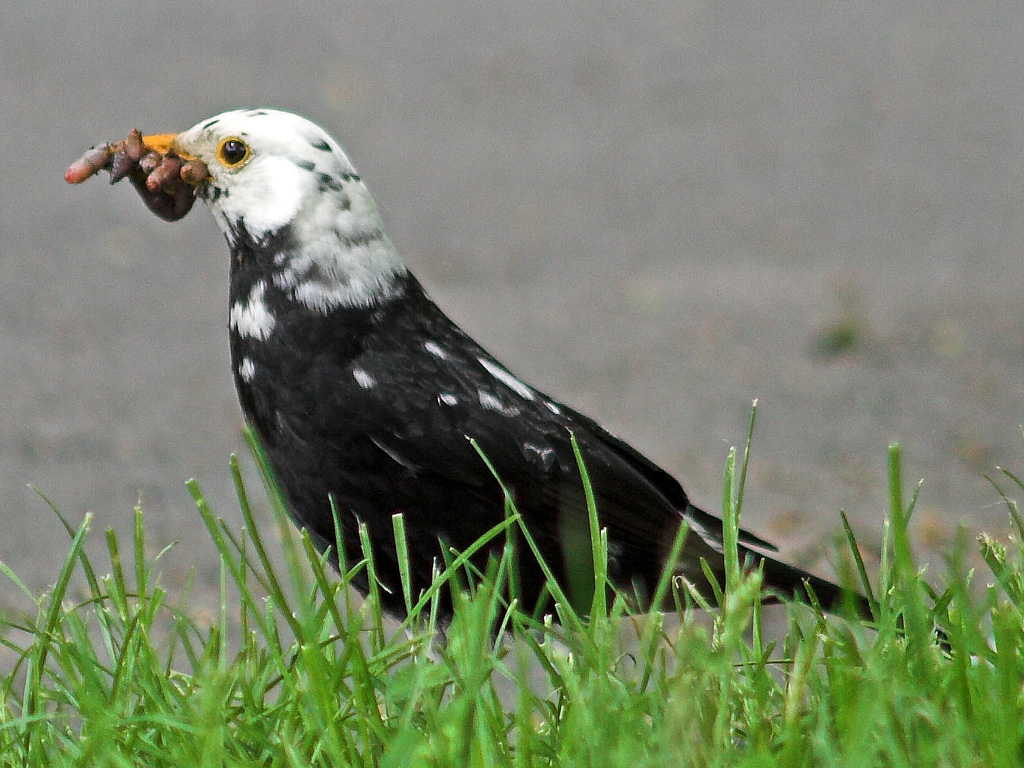
Mirlo con el plumaje parcialmente decolorado.

### Anomalías en el plumaje
Ocasionalmente se ven en los mirlos comunes anomalías en el plumaje. Aunque estos fenómenos son poco frecuentes en términos absolutos, parecen menos excepcionales que en otras especies de aves. Según las observaciones llevadas a cabo en Gran Bretaña, sobre el número total de las aves con decoloración censadas de todas las especies, el 29 % pertenece al género Turdus y son principalmente mirlos comunes, en este caso mirlos blancos.
Todas las anomalías se expresan por una decoloración más o menos pronunciada, pero son de diversos tipos y pueden ir desde el albinismo, con penetrancia plena, hasta diversas formas de albinismo parcial (leucismo) o manchas de otros colores o esquizocroísmo, cuyo factor es la deficiencia de alguna melanina concreta y no todas, perdiendo solamente alguna variedad cromática. En cuanto a los albinos, la verdadera causa es puramente genética, otros factores, como la edad o deficiencias nutricionales y de vitaminas podrían intervenir para explicar las deficiencias de pigmentación de las estructuras de las plumas.

### Especies de aspecto similar
En Europa el mirlo puede confundirse con el juvenil del mirlo capiblanco cuando se encuentra en su primer año, pero este último tiene las alas más pálidas. El mirlo común también presenta una semejanza superficial con el estornino común. La hembra del mirlo puede confundirse con un zorzal, pero este último es mucho más pálido por delante y marcado con puntos oscuros.

## Comportamiento

### Alimentación

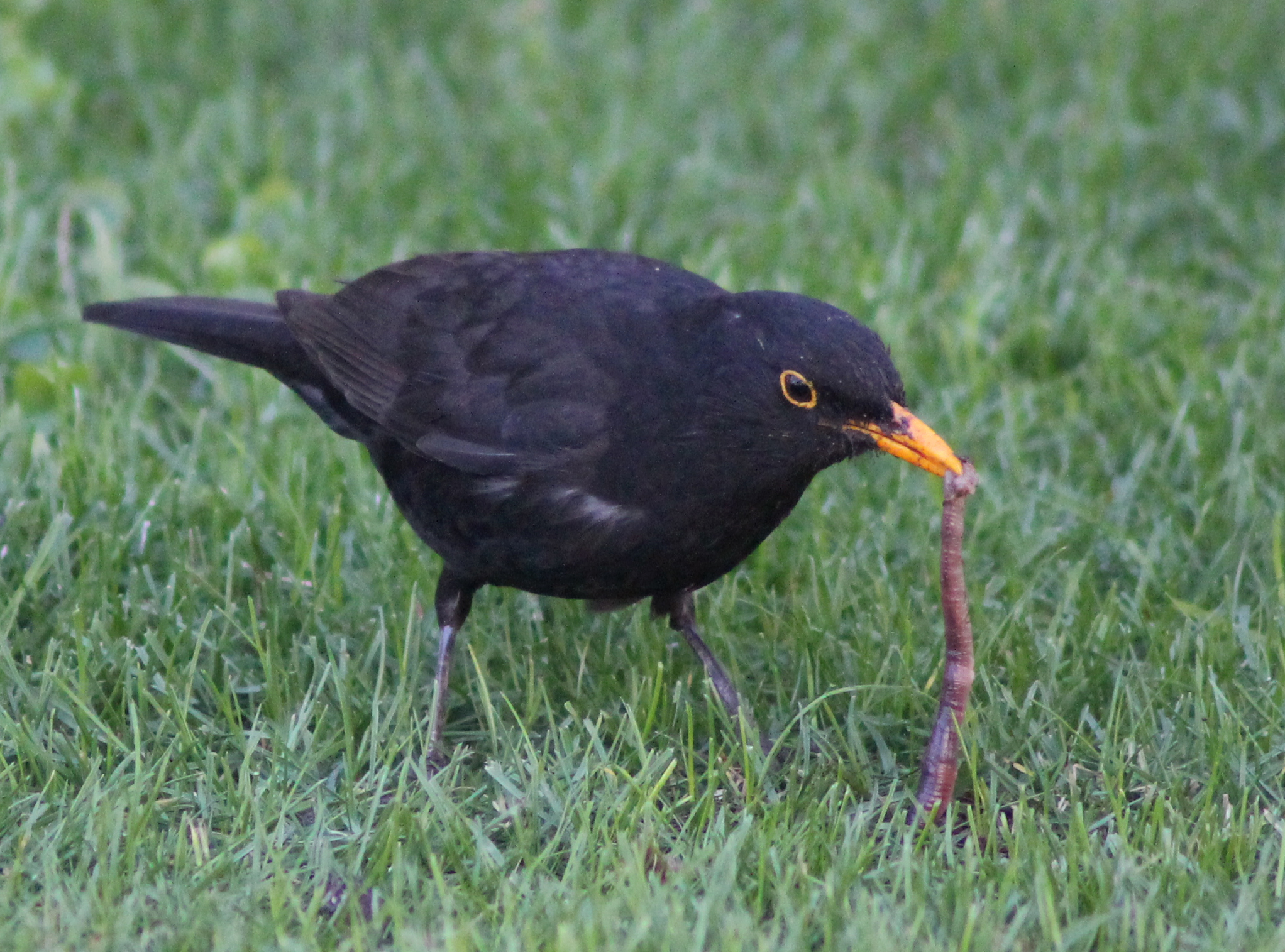
Los mirlos suelen desenterrar invertebrados entre la hierba húmeda, como este macho que come una lombriz.

El régimen alimentario de los mirlos comunes es omnívoro. Se alimentan de una gran variedad de insectos, gusanos y otros pequeños animales y también consumen frutas y, a veces, semillas.
Los mirlos buscan sus presas principalmente en tierra. Corren, dan saltitos, avanzan de golpe, inclinando la cabeza de lado para observar el terreno. Cazan principalmente de vista pero también a veces usan el oído. Son grandes consumidores de gusanos que capturan rebuscando en el humus. También escarban la hojarasca en descomposición, de manera ruidosa y demostrativa, revolviendo las hojas para encontrar todo tipo de invertebrados: insectos, arañas, miriápodos, babosas o caracoles pequeños. Con carácter excepcional se alimenta de pequeños vertebrados como renacuajos, pequeños anfibios adultos o lagartijas u otro tipo de mamíferos, como el conejo enano o el ratón. Aunque son principalmente cazadores en tierra, los mirlos no dudan en explorar los árboles y arbustos para alimentarse de los insectos que se posan en ellos, sobre todo de orugas.

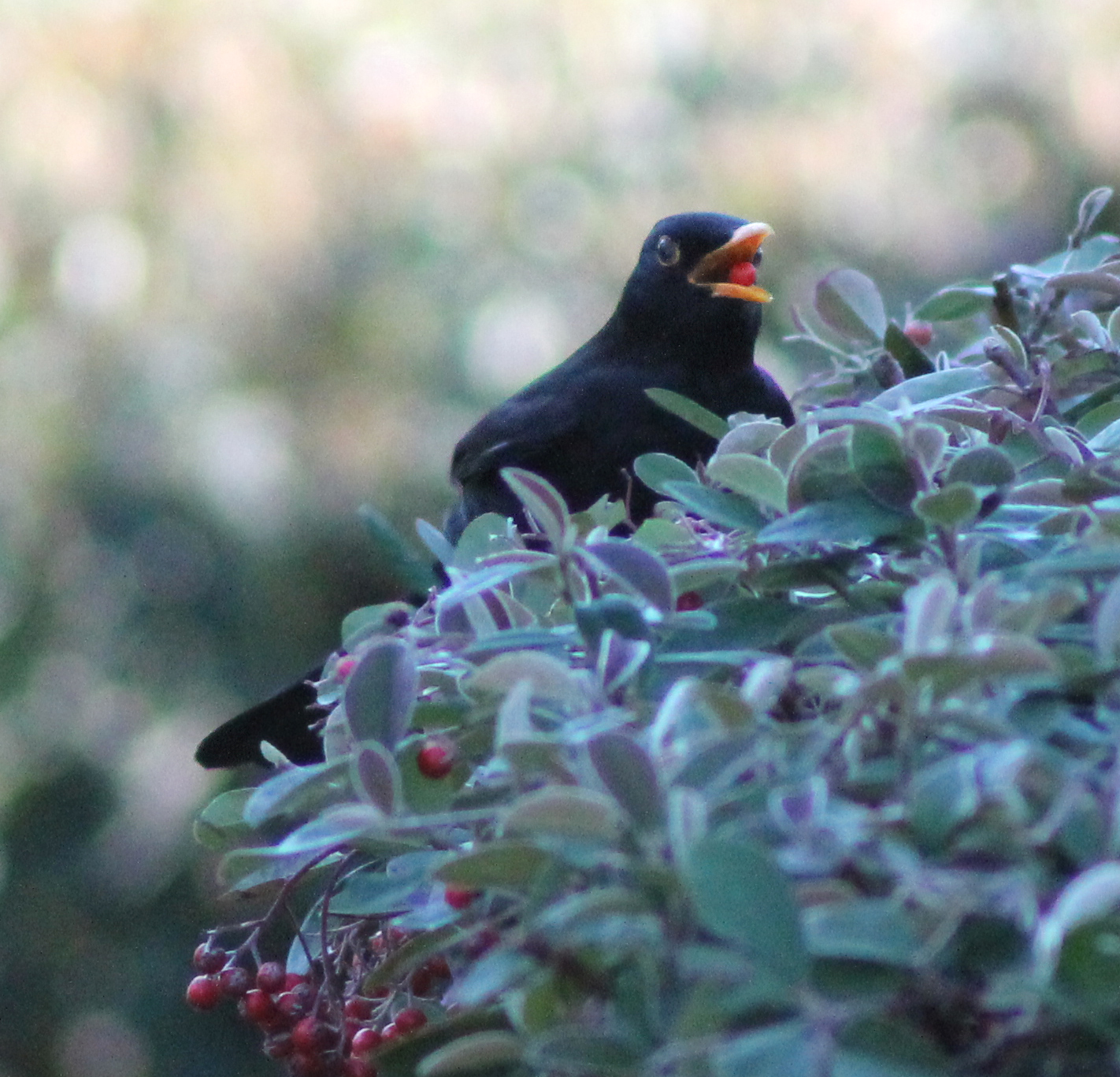
Mirlo comiendo una baya.

Pero si el mirlo común visita las ramas de árboles y arbustos para alimentarse, lo hace principalmente en busca de frutas, generalmente pequeños frutos carnosos: bayas o drupas. La clase de fruta consumida depende de lo que esté disponible a nivel local y puede incluir especies exóticas que encuentren en los jardines o huertas. Son aficionados a las bayas que pueden coger y llevar en sus picos, pero no desdeñan picotear frutas más grandes como las manzanas o las frutas caídas en el suelo.
En la Europa templada comen bayas de aligustre, sauco negro, moras, cornejo, cerezas o zarzamoras. En invierno encuentran aún, unidos a las ramas, frutos de hiedra, serbal, semillas de acebo, muérdago, etc. Más al sur encuentran aceitunas, mirtos y uvas. En el norte de la India a menudo consume los pequeños higos de la higuera de Banyans y las moras de la morera, mientras que al sur de este subcontinente, las pequeñas bayas negras de los árboles del género Trema forman, con frecuencia, parte de su dieta.
Durante la temporada de cría predominan las presas de animales, que son especialmente importantes en la dieta del mirlo en esta época, mientras que las frutas o bayas son más importantes en el otoño y el invierno.

### Comportamiento Social

#### Comportamiento territorial

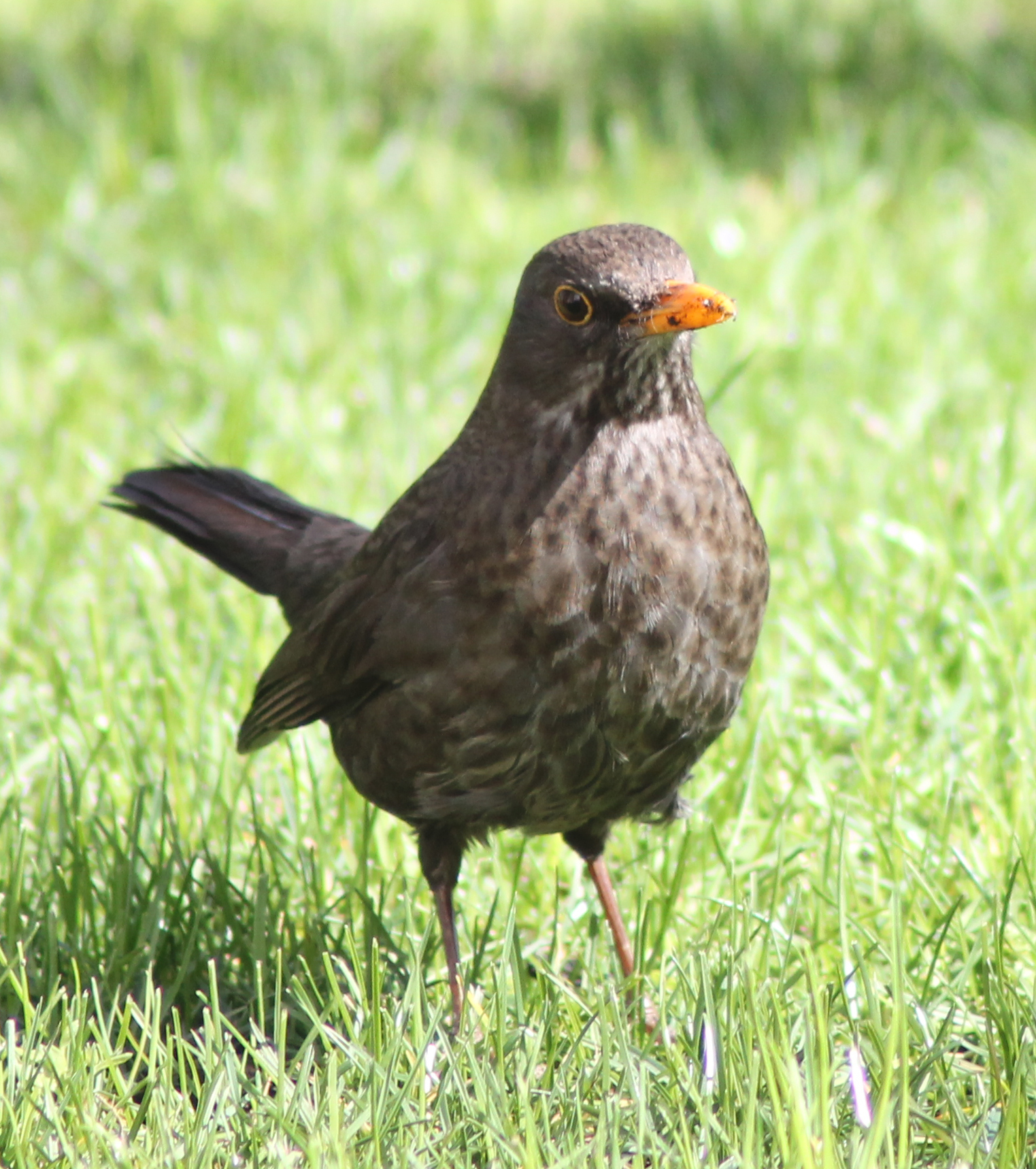
Hembra.

Los mirlos comunes tienen un comportamiento territorial muy acentuado y no viven en grupo. Cada individuo delimita su propio territorio, que va desde 0,2 a 0,5 hectáreas en el bosque hasta 0,1 a 0,3 hectáreas en la ciudad. El macho establece su territorio durante su primer año de existencia y lo mantiene toda su vida. Durante la temporada de cría un mirlo no soporta a ningún congénere, con la excepción de su pareja.
Para proteger la exclusividad de su territorio, el macho ataca a los otros machos con gestos amenazantes: una carrera breve hacia el intruso, la cabeza levantada al principio, y luego mirando hacia abajo, al mismo tiempo que baja la cola. Si se produce una pelea, los dos machos se enfrentan y revolotean a unos cuantos centímetros del suelo empujándose y dando gritos y con las patas estiradas hacia el oponente. Estas peleas suelen ser de corta duración, más demostrativas que violentas, y la expulsión del intruso es rápida. La hembra es también agresiva en la primavera, cuando compite con otras hembras por una pareja o un territorio de cría. A pesar de que las peleas entre las hembras son menos frecuentes, tienden a ser más violentas.
Fuera de la temporada de cría, varios mirlos comunes pueden compartir un mismo hábitat que les procure alimento y refugio, y a veces pasan la noche en grupos pequeños, pero incluso en este caso hay poca relación entre los individuos.
El territorio de un mirlo común, si bien es esencial para la formación de las parejas y la cría, sólo les proporciona una porción de los recursos alimentarios necesarios.

#### Voz
Un mirlo macho de un año de la subespecie Turdus merula merula puede comenzar a cantar en el mes de enero si hace buen tiempo, con el fin de establecer un territorio. Seguido a finales de marzo por el macho adulto. El canto es un gorjeo no repetitivo, aflautado, melodioso y muy grave. Este canto lo dirige desde lo alto de los árboles, los tejados de las casas o cualquier otro posadero que domine los alrededores. Canta de marzo a junio, a veces hasta principios de julio. Un estudio sugiere que el canto dura más cuando el macho está en mejor forma física y cuando la hembra se encuentra en un período de máxima fertilidad. El macho puede cantar a cualquier hora del día, pero el amanecer y el atardecer son los momentos en que los cánticos son más intensos. El canto del mirlo está considerado como uno de los más bellos cantos de las aves de Europa. La riqueza de su repertorio, sus variaciones melódicas y la capacidad de improvisar distinguen al mirlo europeo de la mayoría de las demás aves.
Tiene muchas otras llamadas, como un agresivo sriiii, pouk-pouk-pouk  de alarma, señalando a un depredador terrestre (un gato, por ejemplo), y diversos tchink y tchouk, tchouk. El macho para asegurar un territorio realiza invariablemente llamadas del tipo chink-chink durante la noche, en un intento (por lo general vano) de disuadir a otros machos de que se acerquen a posarse para dormir en su territorio. Al igual que otros paseriformes, tiene un ligero sriiiiii de alarma para cuando descubre alguna ave de presa, este sonido es rápidamente sofocado por la vegetación y, por tanto, difícil de localizar. En caso de grave peligro emite una serie de gritos cocleantes, precipitados y ruidosos.
Al menos dos subespecies, T. m. merula y T. m. nigropileus, son capaces de imitar a otras especies de aves, también gatos, seres humanos o alarmas, pero el resultado es, en general, débil y difícil de detectar. Las principales subespecies de montaña, sobre todo T. m. maximus, tiene un canto de baja calidad y un repertorio limitado en comparación con las especies suboccidentales, de Sri Lanka o de la India peninsular.

### Reproducción

#### Acoplamiento
El cortejo masculino se compone de carreras oblicuas combinadas con movimientos de cabeza, el pico abierto, y un canto emitido en tono profundo y estrangulado. La hembra permanece inmóvil hasta que levanta la cabeza y la cola para permitir el apareamiento. Esta especie es monógama, la fidelidad es la regla general, hasta la muerte de uno de los partenaires. La separación de las parejas, sin embargo, se produce en el 20 % de los casos después de una temporada de cría con una baja tasa de éxito.

#### Nidificación

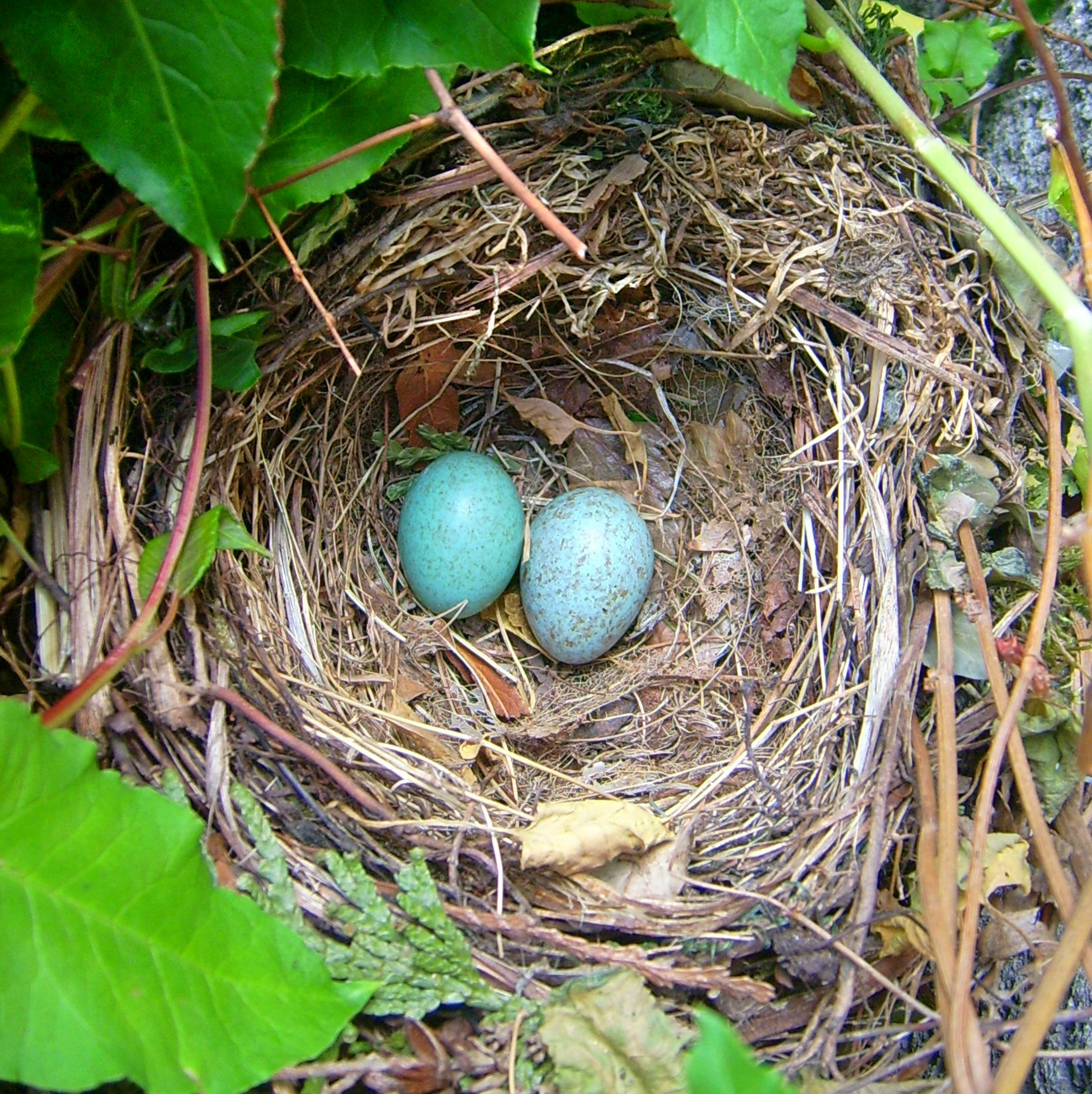
Nido de mirlo con dos huevos.

La subespecie Turdus merula merula empieza a poner huevos en marzo, pero las subespecies de la India oriental son más tardías, comenzando en abril o mayo como muy pronto. Los individuos del hemisferio sur, comienzan a poner en agosto.
La pareja anidante busca una ubicación adecuada para el nido en un arbusto (matorral bajo o algunas veces más elevado), por lo general de alrededor de 2 metros sobre el nivel del suelo, con predilección por determinadas especies de plantas como la hiedra, el acebo, el espino, la madreselva o los aligustres.
A pesar de que el macho ayuda en la construcción del nido, principalmente mediante el suministro de materiales de construcción, las hembras construyen casi ellas solas un nido en forma de cuenco, con musgo, hierbas, raíces y pequeñas ramitas, que bordean de barro o de hojas fangosas. A continuación pone de 2 a 6 huevos ( generalmente 4 ) de color azul-verdoso, con manchas marrones-rojizas que son más numerosas en la parte más gruesa de estos. Los huevos de las subespecie T. m. merula tienen un tamaño medio de 2,9 x 2,1 cm y, en general, pesan 7,2 gramos ( el 6 % de esta masa corresponde a la cáscara ). La cáscara del huevo de las subespecies del sur de la India es más pálida que la de otras especies.

#### Incubación y cría

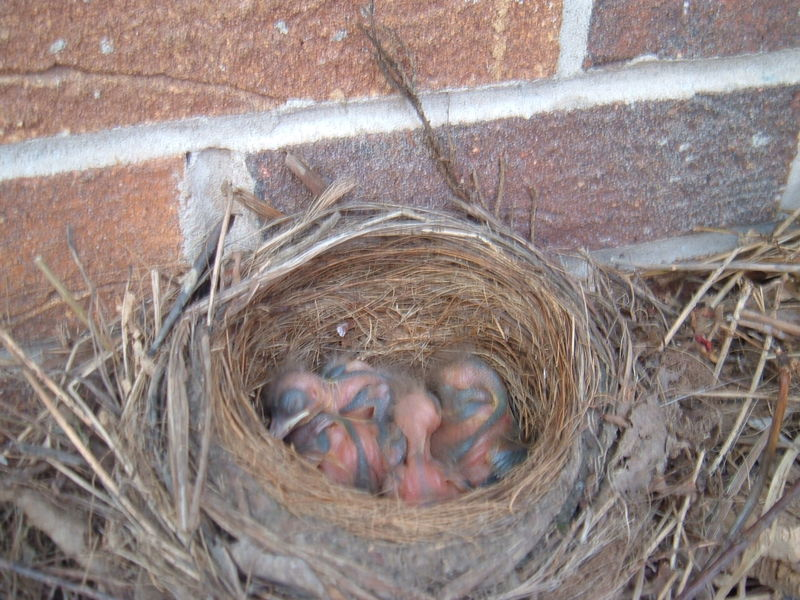
Nidada de mirlo común con cuatro crias

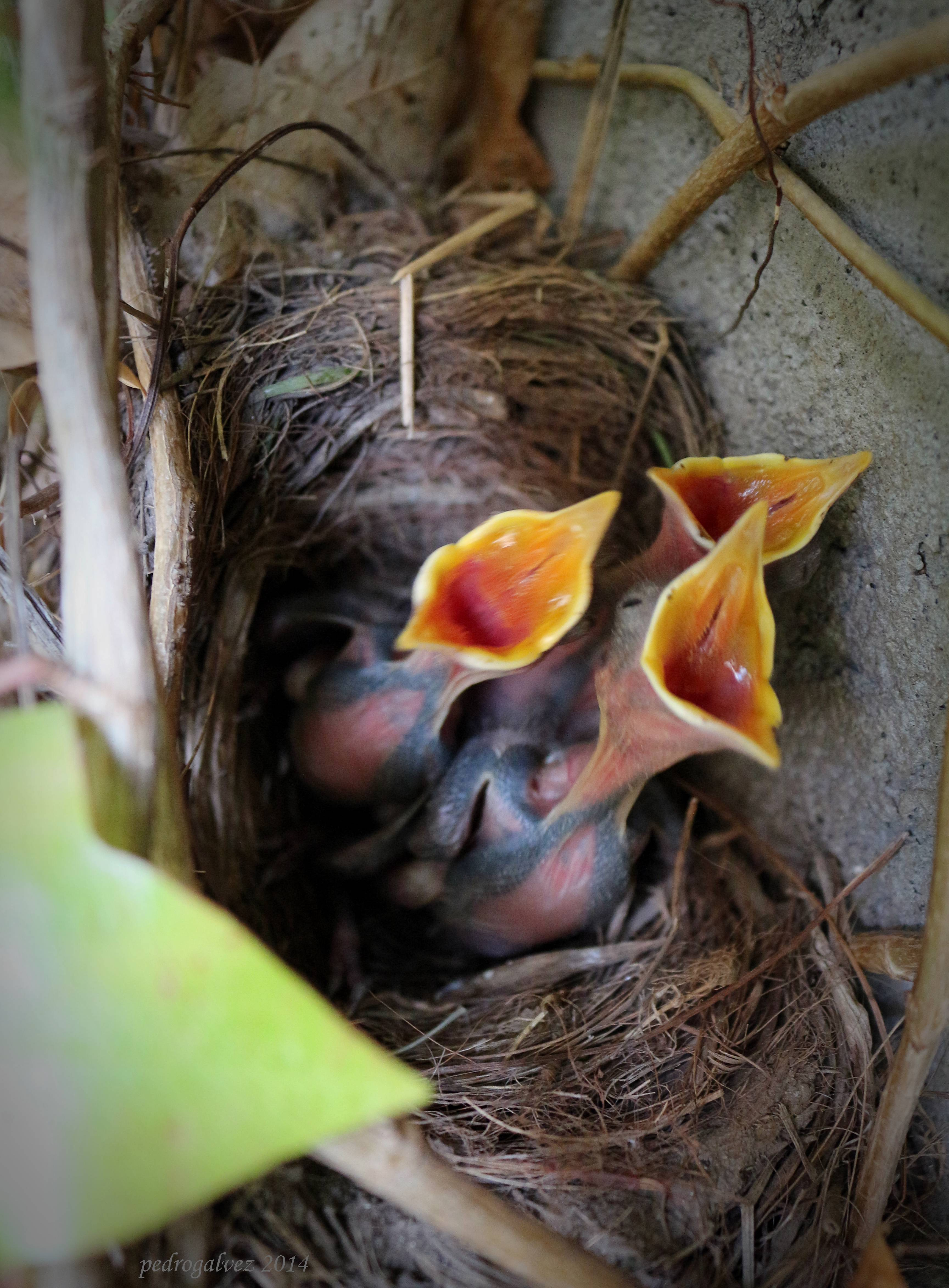
Pollos de Mirlo común cinco días después de salir del huevo

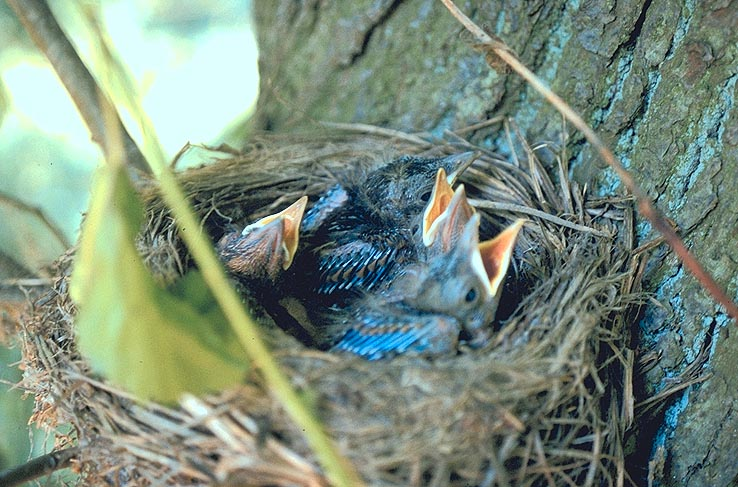
Pollitos de mirlo común de unos siete días.

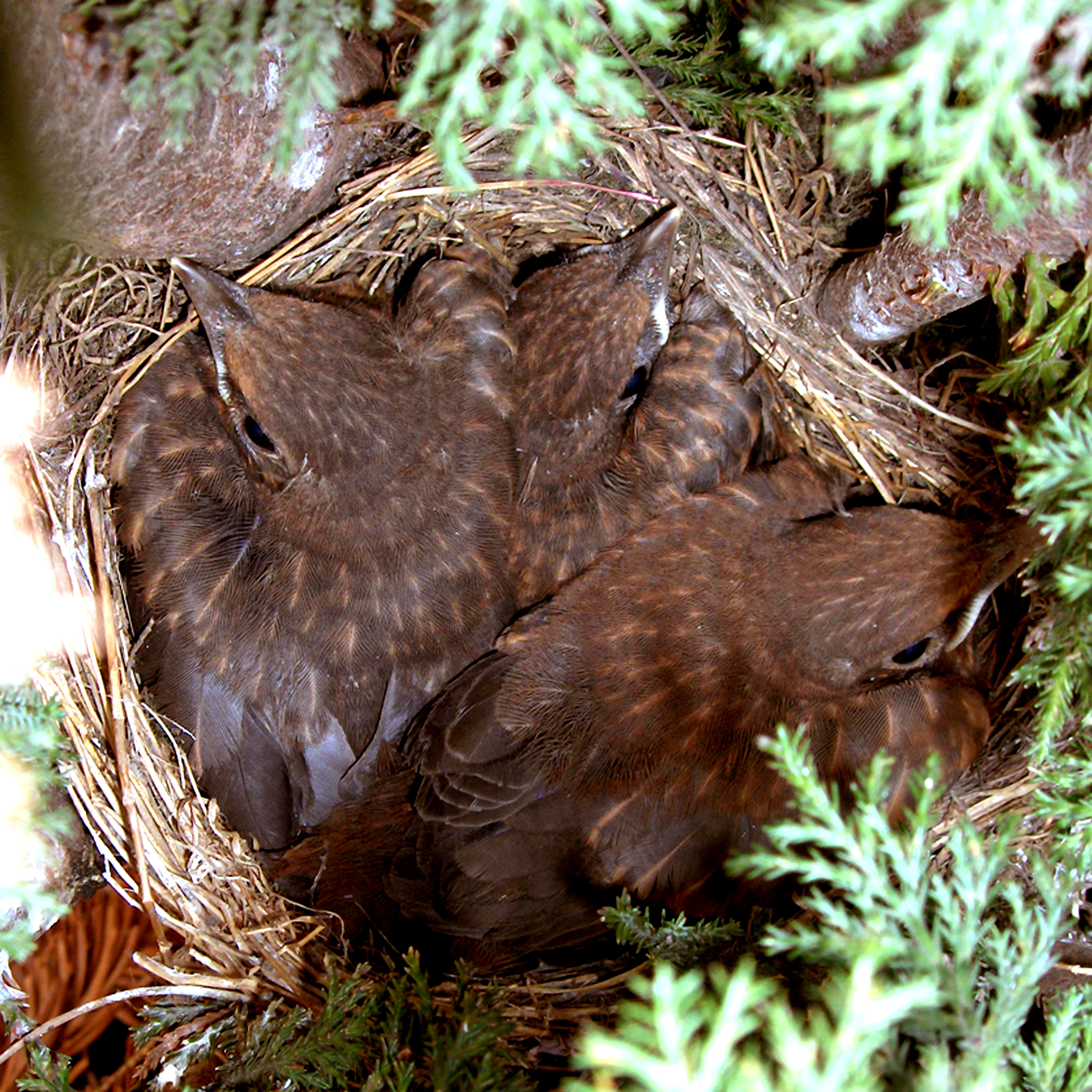
Pollitos de mirlo común de más edad

La hembra incuba durante doce a catorce días antes de la eclosión. Los polluelos nacen desnudos y ciegos, con un peso de 5 a 6 g. Los padres se ocupan los dos, tanto de la alimentación como de eliminar del nido las bolsas fecales de los pequeños. El peso alcanzado por los pollitos a la edad de ocho días es crucial para su supervivencia. El ideal sería de 35 a 45 g, por debajo de estos valores el pollito tendría muy pocas posibilidades de sobrevivir. De hecho, el período posterior a la estancia en el nido es esencial para la supervivencia. Durante treinta días los jóvenes son particularmente vulnerables: los que alcanzan mayor peso tienen más posibilidades de sobrevivir que los más ligeros. En doce días los polluelos pesan entre 60 y 65 g.
Abandonan el nido muy temprano, entre los diez y los diecinueve días desde su nacimiento (trece días y medio por término medio con un peso de 70 a 80 g). Una semana antes de saber volar salen del nido para dejarse caer revoloteando y esconderse cerca. Seguirán siendo alimentados por sus padres durante tres semanas después de dejar el nido y siguen a los adultos pidiéndoles alimento. Si la hembra comienza una segunda nidada, únicamente el macho se encarga de la alimentación de los jóvenes. Una segunda nidada es bastante común reutilizando el mismo nido si la primera nidada se ha visto coronada por el éxito y en el sur del área de extensión de esta especie puede tener hasta tres generaciones por año o más. Durante el período en que los pequeños son alimentados por sus padres aprenden a elegir sus alimentos. A medida que su experiencia y su confianza aumentan comienzan a aventurarse más en el territorio de sus padres. Los jóvenes acaban por hacerse independientes y marcharse, siempre por su propia iniciativa, nunca son obligados por sus padres.
Los jóvenes llegan a la madurez al cabo de un año, cuando ya pueden reproducirse, después de elegir su propio territorio.

#### El caso de la subespecieT. m. Maximus
Esta subespecie de las zonas de montaña tiene una temporada de cría más corta y solo puede producir una nidada al año. Las hembras suelen poner un menor número de huevos, de dos a cuatro, pero de tamaño más grande que los de T. m. merula. El período de incubación es más corto (doce a trece días), pero las crías permanecen más tiempo en el nido (durante dieciséis a dieciocho días).

## Sistemática

### Descripciones antiguas y clasificaciones
El mirlo común, una especie comúnmente extendida en el Antiguo Mundo se menciona y se describe en muchos textos antiguos. Es citado por Aristóteles, con el nombre Cottyphus (Κοττύφος), en el décimo octavo capítulo del noveno Libro de los animales como la principal especie de mirlo. Llamado en latín merula, derivará en castellano a mirlo. Varron da como explicación etimológica un diminutivo de mera:  Merula es el quasi Mera, «casi solo», que no vuela en grupo, lo que nos da bien cuenta del carácter solitario de esta ave.
En 1555, Pierre Belon en la Histoire de la nature des oiseaux dice en particular que: «Todos sabemos que es de color negro, y que su pico se vuelve amarillo con la edad…» y después que: «Los médicos piensan que produce buenos humores, comparando su carne a la del zorzal, era costumbre darlo a los enfermos para comer, estimándolo de fácil digestión».
El mirlo fue, naturalmente, clasificado por Carlos Linneo en 1746 en su libro sobre la fauna de Suecia,  Fauna Svecica. Allí figura bajo el nombre de Turdus ater, rostro palpebrisque fulvis, que significa «zorzal negro con las ojeras y el pico amarillos». Se fusionó con los zorzales en el género Turdus, según el significado de su nombre en sueco koltrast, el "zorzal negro."
Con la publicación en 1758 de Systema Naturae, en el que se establece el uso generalizado de la nomenclatura binominal, Linneo le dio finalmente el nombre científico que ha conservado hasta la fecha:Turdus merula añadiendo al género Turdus, "zorzal" en latín, el nombre de la especie merula.
El mirlo pertenece al género Turdus, con los zorzales y otras especies de "mirlos". La diferenciación entre mirlos y zorzales no se basa en fundamentos biológicos, es puramente cultural y lingüística, y difiere según el idioma.
Las aves del género Turdus han estado, desde las primeras clasificaciones de Linneo, en el origen de la creación de la familia de los Turdidae de los que forman el género-tipo. Pero sobre la base de un amplio estudio genético sobre las aves realizado entre los años 1970 y 1980, midiendo la hibridación de ADN y mediante una nueva clasificación taxonómica llamada de Sibley-Ahlquist, los ornitólogos americanos han integrado este grupo en la familia de los Muscicapidae. La antigua familia Turdidae pasó a la categoría de subfamilia, la de los Turdinae. Sin embargo, la fiabilidad de la metodología utilizada por Charles Sibley y Jon Edward Ahlquist y la pertinencia de los resultados deducidos es discutida por una gran proporción de especialistas en ornitología. En las clasificaciones más recientes, entre ellas la de Jim Clements, la familia Turdidae se vuelve a restaurar.

### Otros mirlos
Entre las aproximadamente 65 especies del género Turdus, caracterizados por un tamaño medio, las cabezas redondas, alas largas puntiagudas y, en general, cantos melodiosos, hay varios que son también conocidos en castellano como "mirlos", como el mirlo plastrón (Turdus torquatus) o el mirlo de América (Turdus migratorius). El mirlo común parece estar, especialmente a nivel filogénico, muy cercano al mirlo de las Islas (Turdus poliocephalus), ave del suroeste del océano Pacífico, que probablemente ha divergido desde el punto de vista evolutivo muy recientemente de las poblaciones de Turdus merula.
Otras especies de parientes cercanos también se llaman comúnmente "mirlos" como por ejemplo el mirlo de roca (monticola saxatilis), pero otros "mirlos" pertenecen a familias más alejadas, como el mirlo de agua o el mirlo de las Indias y son nombrados así debido a las similitudes con el mirlo común por el tamaño, el color, el canto o el régimen alimentario.

### Subespecies

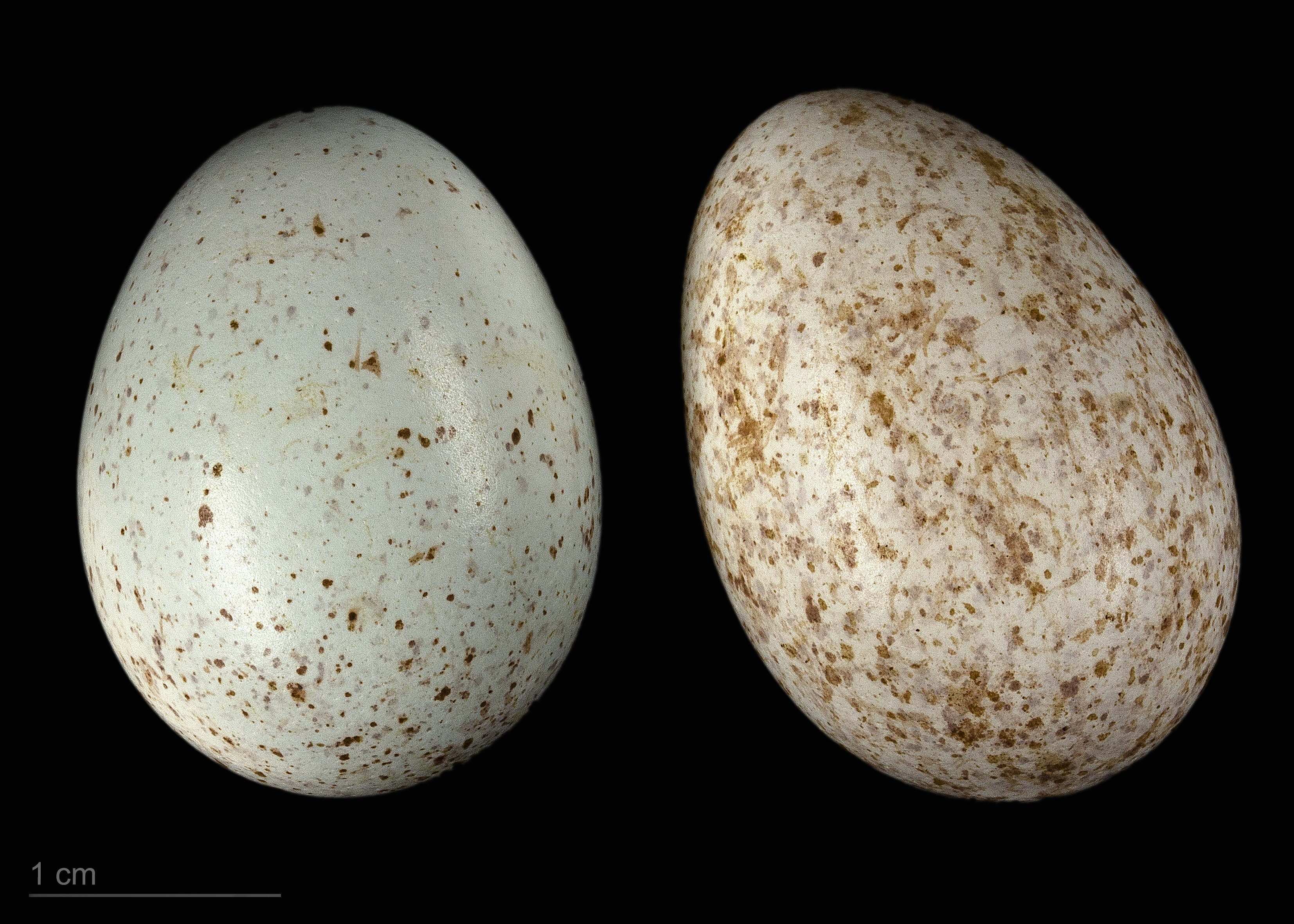
Turdus merula merula - MHNT

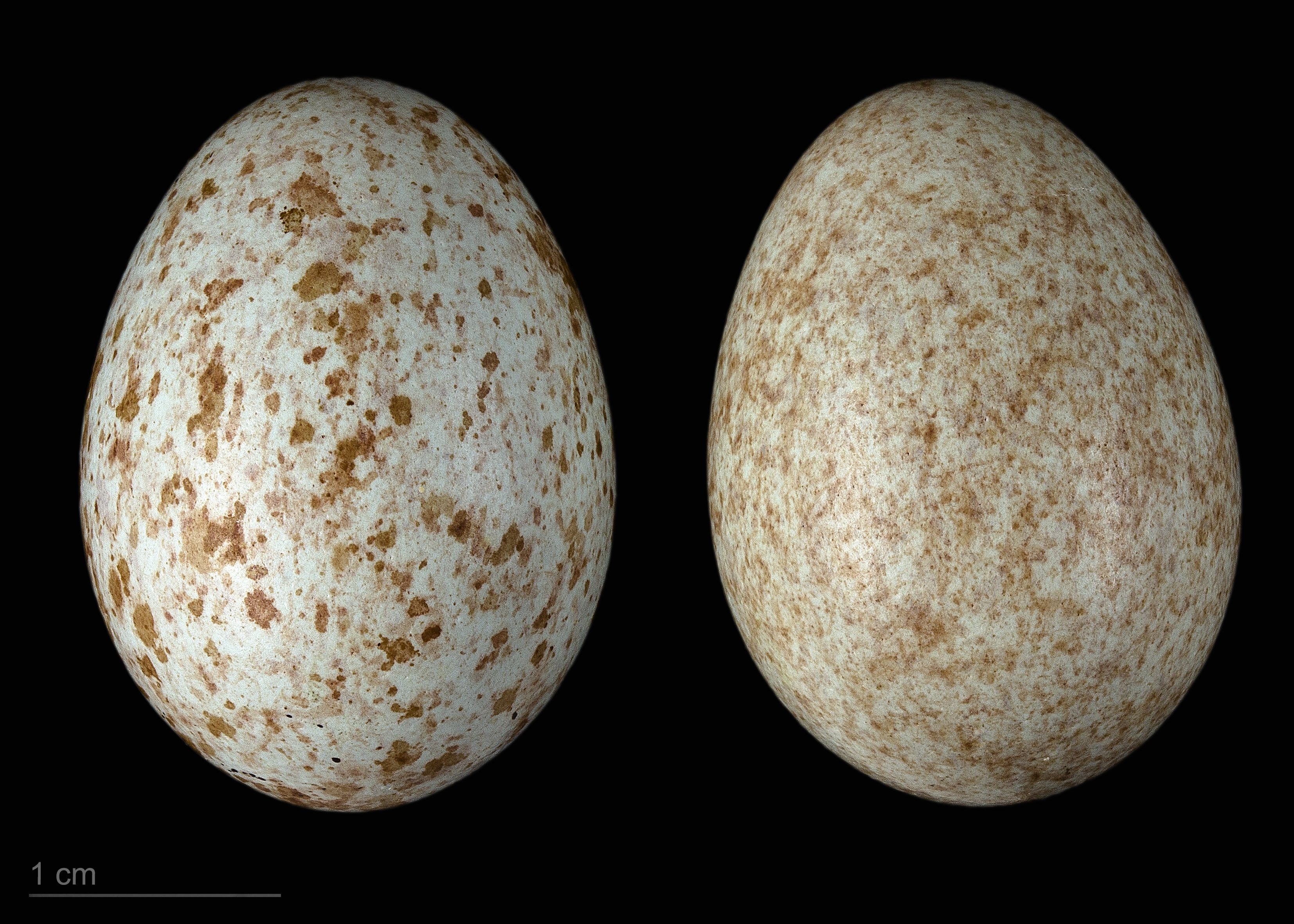
Turdus merula cabrerae - MHNT

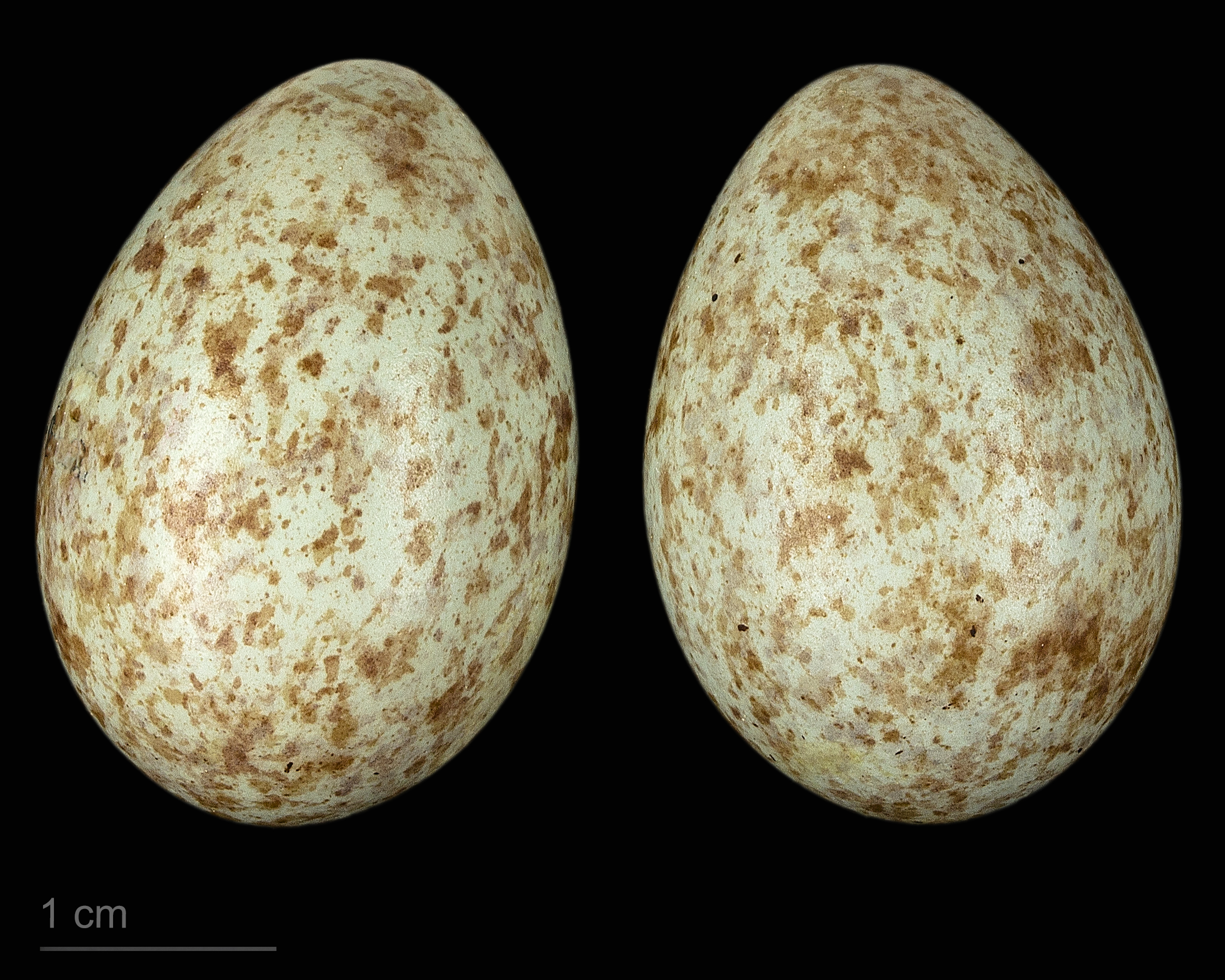
Turdus merula mauritanicus - MHNT

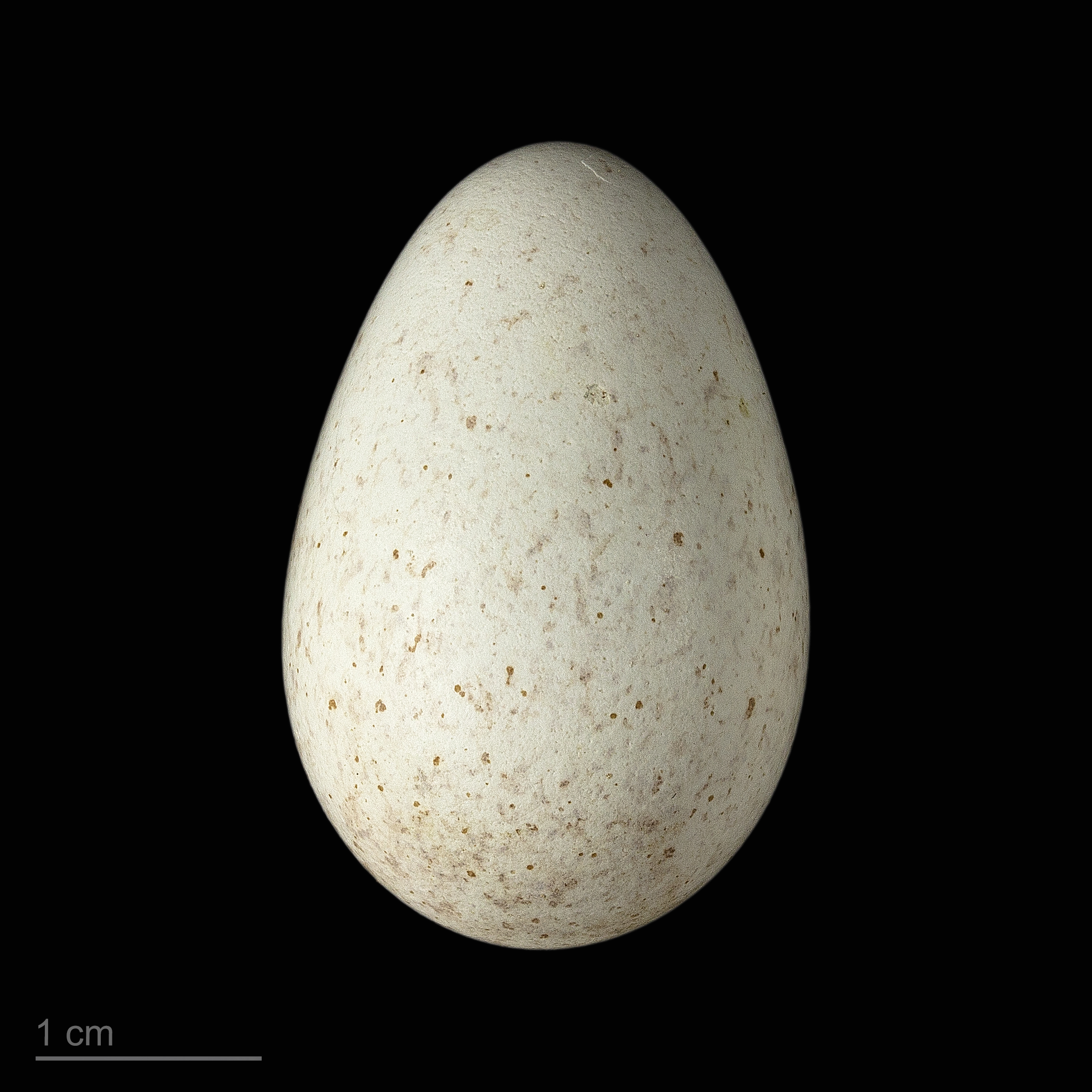
Turdus merula azorensis - MHNT

Existen de 14 a 16 subespecies de Turdus merula:
- Turdus merula merula
- Turdus merula azorensis
- Turdus merula cabrerae
- Turdus merula mauritanicus (que comprende T. merula algirus)
- Turdus merula aterrimus
- Turdus merula syriacus (que comprende T. merula insularum)
- Turdus merula intermedius
- Turdus merula mandarinus (considerado como especie en IOC:[6] Turdus mandarinus)
- Turdus merula sowerbyi (considerado como subespecie en IOC: T. mandarinus sowerbyi)
- Turdus merula nigropileus (considerado como subespecie en IOC: T. simillimus nigropileus)
- Turdus merula spencei (considerado como subespecie en Avibase: T. simillimus spencei)
- Turdus merula simillimus (considerado como especie en IOC y Clements:[6][7] Turdus mandarinus)
- Turdus merula bourdilloni (considerado como subespecie en IOC: T. simillimus spencei)
- Turdus merula kinnisii (considerado como subespecie en IOC: T. simillimus spencei)
- Turdus merula maximus (considerado como especie en IOC y Clements:[6][7] Turdus maximus)
- Turdus merula buddae (considerado como subespecie en Avibase: T. maximus buddae)

Turdus simillimus y Turdus maximus se citan como especies en sí mismas, aunque están consideradas como subespecies por ciertos autores.
De hecho, la taxonomía de esta especie es bastante compleja, sobre todo en lo que concierne a las subespecies asiáticas. Las del subcontinente indio (T. m. simillimus, T. m. nigropileus, T. m. bourdilloni, T. m. spencei  y T. m. kinnissi) son pequeñas, sólo 19 a 20 cm de largo, y los machos tienen un gran anillo ocular, también difieren de otras subespecies de Turdus merula en sus proporciones, en su capa, en su tamaño, en el color de sus huevos y en sus cantos; de hecho, suele considerarse como una especie separada el mirlo indio (T. simillimus). La subespecie del Himalaya T. m. maximus, es muy diferente de las subespecies de la India (el grupo simillimus señalado más arriba), porque sus representantes son mayores (23 a 28 cm de largo), y difieren de hecho de todas las demás subespecies Turdus merula en su total falta de anillo alrededor del ojo y de su pobre canto; por lo tanto, se considera, a veces, como una especie de pleno derecho el mirlo tibetano (T. maximus). La otra subespecie de Asia,T. m. intermedius y T. m. mandarinus son relativamente grandes, y T. m. sowerbyi más pequeños, también difieren en su apariencia y en sus cantos, pero que podrían, según algunos autores, formar una especie distinta que una vez reconocida sería llamada mirlo chino y tendría como nombre científico T. mandarinus. Algunos autores han sugerido que podría ser considerado como una subespecie de T. maximus, pero difieren en su apariencia (como el anillo de su ojo) y de sus vocalizaciones.
Las subespecies europeas, como las de África del Norte y del Cercano Oriente, difieren entre sí por matices en el color del plumaje. El plumaje de los machos de las Azores (Turdus merula azorensis) de Madeira y Canarias occidental (Turdus merula cabrerae) y de África del Norte (Turdus merula mauretanicus) es de un negro más profundo y más brillante que el de los machos de la Europa continental (Turdus merula merula). Del mismo modo, las hembras son de color marrón oscuro en la azorensis y la cabrerae o gris hollín entre las mauretanicus en lugar de marrón en la merula. En esta última subespecie las aves tienden a tener un tamaño mayor y las alas un poco más largas de sur a norte. Las poblaciones de las islas del Mediterráneo se singularizan por su tamaño más pequeño. En Suecia, los machos tienen la garganta blanca y se pueden observar hembras muy rojizas. En el sudeste de Europa, las aves de la especie (Turdus merula aterrimus) son cada vez más pálidas y más grises. Desde el Cercano Oriente hasta Irak e Irán, los machos de la subespecie Syriacus son pálidas y las hembras grises

## Corología

### Hábitat
Común en las zonas boscosas de la gran mayoría de su área de reparto, el mirlo tiene preferencia por los bosques caducifolios. Sin embargo, los jardines ofrecen un mejor lugar de anidación ya que puede acoger hasta 7,3 parejas por hectárea, mientras que los bosques no pueden acoger más de una décima parte de esta densidad de población (y los espacios abiertos y altamente urbanizados aún menos). También se puede encontrar en setos, zonas de arbustos, al borde de los bosques, parques o en los cultivos, incluso en las zonas urbanas.
En Europa, es a menudo sustituido paulatinamente por el mirlo capiblanco, especie bastante cercana desde el punto de vista taxonómico, cuando se progresa en altitud. Se pueden encontrar hasta los 1000 m de altura en Europa, 2300 m en África del Norte, 800 m en Sri Lanka y 900 m en la India peninsular, pero la principal subespecie del Himalaya puede alcanzar una altura muy superior: T. m. maximus anida entre 3200 y 4800 m y se mantiene por encima de los 2100 m sobre el nivel del mar incluso en invierno.

### Distribución
El mirlo anida en toda la Europa templada, siempre por debajo del círculo polar ártico, también en África del Norte y en algunas islas del Atlántico (Madeira, Azores, Canarias) y una gran parte del sur de Asia.
El mirlo ha sido introducido en muchas partes del mundo fuera de su área original, por ejemplo en Australia y Nueva Zelanda se encuentran descendientes de mirlos importados de Gran Bretaña.

### Migración
Según la latitud, el mirlo puede ser un ave sedentaria o migratoria, parcial o totalmente. Las poblaciones del sur y del oeste del área de reparto son sedentarias, pero la mayoría de los mirlos del norte emigran en invierno hacia el sur hasta África del Norte o hasta el Asia tropical.
Los machos de las poblaciones urbanas tienen más probabilidades de permanecer en los climas fríos que los machos de campo. Esta adaptación es posible gracias al clima más suave y a la relativa abundancia de alimento en las zonas urbanas, lo que permite a estas aves establecer un territorio e iniciar la reproducción a principios de año. Los machos y las hembras permanecerán en su territorio todo el año siempre que tengan alimento disponible en invierno.
Los individuos migratorios son capaces de cubrir grandes distancias. Son más sociables, viajan en pequeños grupos, generalmente por la noche, y se alimentan en grupo dispersándose por el área de invernada. El vuelo migratorio, que consiste en una serie de rápidos aleteos, interrumpidos por movimientos horizontales o hacia abajo, difiere del vuelo normal, rápido y ágil del mirlo común.

### Poblaciones
La población mundial de mirlo común no se ha cuantificado. La población europea se estima entre 79 y 160 millones de individuos. Esta especie es especialmente numerosa en Alemania (8 a 16 millones de parejas), el Reino Unido (cerca de 5 millones de parejas) y Francia donde el número de mirlos comunes puede alcanzar varias decenas de millones de parejas reproductoras.
El futuro de la especie dependerá principalmente del mantenimiento de hábitats diversificados y favorables que le proporcionen refugio y recursos alimenticios. La población europea en su conjunto parece aumentar desde 1990, por lo tanto, es considerada como "segura" por la sociedad ornitológica BirdLife International.

## Amenazas naturales y esperanza de vida
Un mirlo tiene una esperanza de vida de dos años y medio por término medio, incluyendo la mortalidad infantil. Los mirlos comunes que sobreviven a su primer año de vida viven cinco años por término medio, pero según resultados basados en el marcado, esta especie puede alcanzar un récord de edad de veintiún años y diez meses.

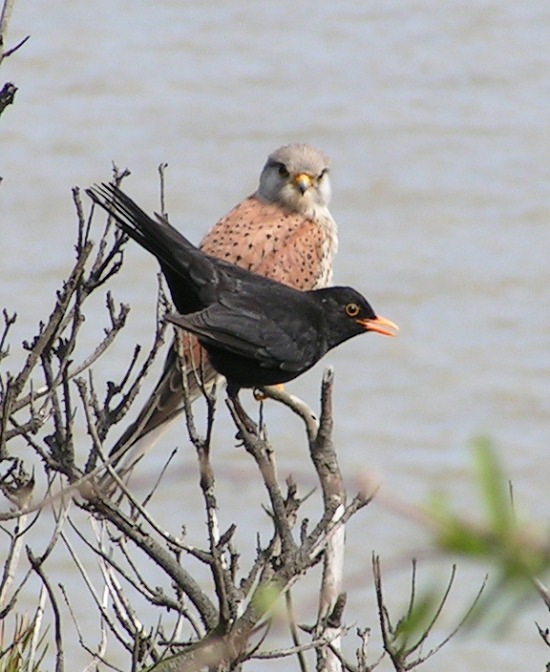
Mirlo macho que intenta desviar la atención de un cernícalo vulgar que se encuentra demasiado cerca de su nido.

El principal depredador del mirlo es el gato doméstico, pero el zorro, la garduña, el armiño y rapaces como los halcones también cazan esta especie cuando se presenta la oportunidad y limitan la población de mirlo común. Por el contrario hay poca evidencia directa que demuestre que la depredación de huevos de mirlo común y polluelos por adultos de córvidos como la urraca, corneja negra o el cuervo común, tenga un impacto directo sobre el número de poblaciones de mirlo común.
El mirlo es, de vez en cuando, hospedador involuntario del cuco gris (Cuculus canorus), especie parásita que pone sus huevos en los nidos de otras especies. Pero, en general, no pone sus huevos en el nido del mirlo porque éste es capaz de reconocer a los adultos de esta especie, y también sus huevos, que son más grandes que los del mirlo. y los rechaza. El mirlo introducido en Nueva Zelanda, donde el cuco no vive, ha perdido la capacidad de reconocer al cuco gris adulto, pero siempre rechaza los huevos.
Al igual que con todos los paseriformes, los parásitos son comunes en el mirlo. Los estudios han demostrado que el 88 % de los mirlos examinados mostraron parásitos intestinales, los más comunes del género Isospora o Capillaria, y más del 80 % mostró parásitos en la sangre.
Los mirlos pasan gran parte de su tiempo en busca de alimentos a nivel del suelo. A menudo son infestados por garrapatas, u otros parásitos externos, sobre todo en la cabeza. En un estudio realizado en Francia, el 74 % de los mirlos examinados en las zonas rurales estaban infestados con garrapatas del género Ixodes, por solo el 2 % de los examinados en las zonas urbanas. Esto se debe a que en los parques y jardines de las zonas urbanas, las garrapatas tienen más dificultades para encontrar otros anfitriones, mientras que en las zonas rurales los huéspedes son más numerosos y variados (zorros, ciervos y venados, jabalíes, etc ), aunque no hay pruebas de que esto afecte a la salud del mirlo común, salvo cuando están agotados o muy inmunocomprometidos, después de migrar. Parece que, por el contrario, el mirlo es un reservorio de Borrelia capaz de transmitir el parásito a las garrapatas.

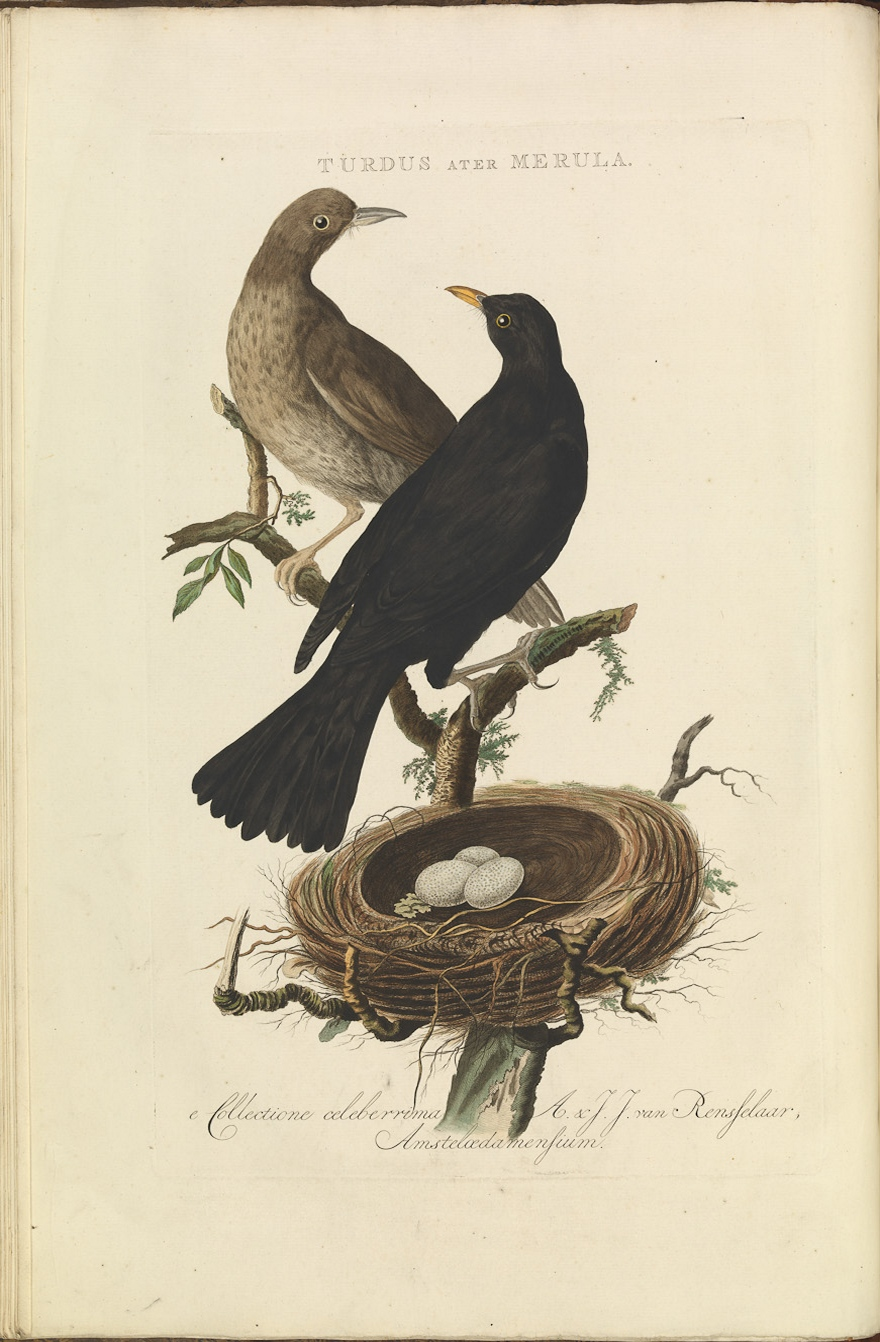
Mirlo común - imagen histórica en Nederlandsche Vogelen (Aves de Países Bajos), Vol. 1 (1770).

## El mirlo común y el ser humano

### Especie invasora
El mirlo fue introducido en Australia, en Melbourne, en 1850, pero se ha propagado desde Melbourne y Adelaida, sus zonas originales, a todo el sudeste de Australia, y también a Tasmania y las islas del estrecho de Bass. Las poblaciones introducidas en Australia se consideran perjudiciales porque causan daños en una amplia variedad de bayas y drupas en huertas, parques y jardines, especialmente en las uvas y las cerezas. También se les acusa de difundir "malas hierbas", como las zarzas, y competir con el resto de la avifauna local en lo que concierne a la alimentación y a los lugares de anidación.
En Nueva Zelanda el mirlo y el pájaro de anteojos (Zosterops lateralis) son las dos aves dispersoras de semillas más prevalentes en este país. Desde su introducción en 1862, al mismo tiempo que el zorzal (Turdus philomelos), se ha propagado por todo el país, hasta una altitud de 1500 m, así como en las islas ubicadas a alguna distancia, como el grupo de la Isla de Campbell y las Islas Kermadec. Come una gran variedad de frutas exóticas y autóctonas y es uno de los principales contribuyentes al desarrollo de las comunidades de plantas leñosas naturalizadas, como las zarzas. Estas plantas proporcionan los frutos más apreciados por las aves no endémicas (ya sea indígenas o introducidas) que por las aves endémicas.

### Caza
Al igual que muchos otros  pájaros pequeños, ha sido objeto de caza. El paté de mirlo es una especialidad de la cocina corsa. 
El mirlo se caza con escopeta, siguiéndole en las zonas de alimentación o en puesto fijo. También puede ser capturado vivo, con liga para servir como reclamo en la caza de puesto.

### Estatuto jurídico y preservación de la especie
El mirlo común, debido a su amplia área de extensión que se estima en 10 millones de kilómetros cuadrados, su gran población, y la relativa estabilidad de sus efectivos, se ha clasificado en la categoría LC (preocupación menor) por la UICN
En la parte occidental de la región Paleártica, las poblaciones son por lo general estables o crecientes, pero puede haber una disminución localizada, especialmente en las zonas rurales. Esto puede deberse a las técnicas agrícolas que han impulsado a los agricultores a eliminar los obstáculos (que proporcionan cobijo y alimento a los mirlos), a drenar las praderas húmedas e incrementar el uso de pesticidas, causando estas estrategias la reducción de los recursos alimentarios en cuanto a animales invertebrados.

### El mirlo en la cultura

Escudo de la ciudad de Krukow (Schleswig-Holstein, Alemania).

#### Simbolismo

##### Simbolismo histórico
El mirlo era considerado por los griegos como un animal sagrado, pero destructivo. Se supone que moría si se comía la fruta del granado.
A diferencia de otros animales de pluma negra, el mirlo común no es generalmente visto como un símbolo de fatalidad.

##### Simbolismo nacional y filatélico

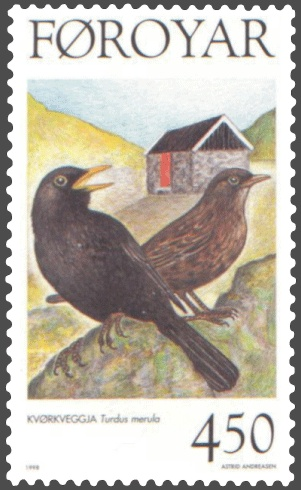
Sello de 1998 emitido por las islas Feroe, en el que figura una pareja de mirlos comunes.

El mirlo es el ave nacional de Suecia, donde la población anidante de mirlos tiene entre uno y dos millones de parejas. También aparece en el escudo de armas de la ciudad alemana de Krukow.
Muchos países han emitido sellos con la imagen de estas aves.

#### Revistas
La revista española de fotografía y literatura Mirlo recibe su nombre en homenaje a esta ave.

#### Música
- El mirlo negro (Le merle noir) es el nombre de una breve composición musical para flauta y piano de Olivier Messiaen inspirada por el canto de los pájaros.
- Este canto también inspiró a Paul McCartney que, por aquel entonces, formaba parte de los Beatles, una de sus más bellas baladas,  Blackbird. En ella se oye el canto de un mirlo en el último verso.

Blackbird singing in the dead of night,

Take these broken wings and learn to fly

All your life,

You were only waiting for this moment to arise.

Esto puede traducirse por:

Mirlo que cantas en plena noche

Toma estas alas rotas y aprende a volar

Durante toda tu vida

Sólo esperabas este momento para alzar el vuelo

- Una canción popular infantil alemana titulada Ein Vogel wollte Hochzeit machen (literalmente: Un ave quería casarse) relata el matrimonio de un mirlo y un zorzal. La versión más antigua de la letra se fecha en Viena en 1470, y se acompañaba por la melodía desde principios del siglo XVII.[notas 2]
- La canción popular vasca "Xoxo Beltza" (literalmente: Mirlo negro), popularizada por el cantautor Mikel Laboa, trata de la muerte de un mirlo que estaba enjaulado.[notas 3]
- Mirlo de invierno, de la banda Paradoja de Chiclayo, Perú. Tema que narra la melancolía de un ave solitaria que, al final, emprende un vuelo hacia la imaginación del ser amado.